# Nationalisme chicano
Le nationalisme chicano est l'idéologie nationaliste ethnique pro-indigène de certains Chicanos. Bien que le  Chicano Movement des années 1960 et 1970 ait comporté des aspects nationalistes, il a eu tendance à mettre l'accent sur les droits civiques et l'inclusion politique et sociale plutôt que sur le nationalisme. Pour cette raison, le nationalisme chicano est mieux décrit comme une idéologie que comme un mouvement politique.

## Contexte
La violence et la discrimination à l'encontre des Américains d'origine mexicaine (généralement de classe sociale inférieure et d'ascendance amérindienne visible) se sont poursuivies dans les années 1950 et 1960,. De nombreuses organisations, entreprises et associations de propriétaires avaient pour politique officielle d'exclure les Américains d'origine mexicaine. Dans de nombreuses régions du Sud-Ouest, les Mexicano-américains vivaient dans des zones résidentielles séparées, en raison des lois et des politiques des sociétés immobilières. Ce groupe de lois et de politiques, connu sous le nom de redlining, a duré jusque dans les années 1950 et relève du concept de ségrégation officielle. Dans de nombreux autres cas, il s'agissait plutôt d'une compréhension sociale générale selon laquelle les Mexicains devaient être exclus de la communauté blanche. Par exemple, des panneaux portant l'inscription « Pas de chiens ni de Mexicains » étaient affichés dans les petites entreprises et les piscines publiques du Sud-Ouest jusque dans les années 1960.
Certains membres de la communauté mexicano-américaine ont commencé à se demander si l'assimilation était toujours possible ou même souhaitable. Dans le même temps, un sentiment de conscience et d'unité ethniques s'est formé, en particulier chez les jeunes, autour de la situation critique des ouvriers agricoles. Les Américains d'origine mexicaine, dont certains ont commencé à se faire appeler « Chicanos » comme symbole de leur fierté ethnique, ont également commencé à découvrir leur histoire et à analyser de manière critique ce qu'ils avaient appris dans les écoles publiques. Grâce à ce nouveau sentiment d'identité et d'histoire, les premiers partisans du Chicano movement ont commencé à se considérer comme un peuple colonisé ayant droit à l'autodétermination. Certains d'entre eux ont également adopté une forme de nationalisme fondée sur leur perception de l'échec du gouvernement des États-Unis à tenir les promesses qu'il avait faites dans le traité de Guadalupe Hidalgo,.

## Citation
Le concept de nationalisme chicano est peut-être mieux formulé dans le Plan Espiritual de Aztlán (en) de 1968, généralement considéré comme le manifeste du Chicano Movement. Il affirme :
« El Plan Espiritual de Aztlán pose le thème selon lequel les Chicanos (La Raza de Bronze) doivent utiliser leur nationalisme comme clé ou dénominateur commun pour la mobilisation et l'organisation des masses. Une fois que nous sommes engagés dans l'idée et la philosophie d'El Plan de Aztlán, nous ne pouvons que conclure que l'indépendance sociale, économique, culturelle et politique est la seule voie vers la libération totale de l'oppression, de l'exploitation et du racisme. Notre lutte doit donc être pour le contrôle de nos barrios (quartiers mexicains), campos, pueblos, terres, notre économie, notre culture et notre vie politique. El Plan engage tous les niveaux de la société chicano - le barrio, le campo, le ranchero, l'écrivain, l'enseignant, l'ouvrier, le professionnel - dans La Causa. »

## Fonctions et bases
Le nationalisme chicano permet aux Chicanos de se définir en tant que groupe selon leurs propres termes, et constitue une détermination de leur part à façonner leur propre destin. Il trouve ses racines dans le mythe de la création aztèque de l'Aztlán, un « lieu du nord ». Les Aztèques étant au cœur de la conquête et de l'histoire du Mexique, l'utilisation de ce mot a pris une dimension supplémentaire, celle de la récupération d'un héritage indigène dans le cadre du processus de décolonisation.
Le sentiment de nationalisme chicano a été renforcé par la proximité géographique des États-Unis et du Mexique. Les Chicanos utilisent le nom d'Aztlán en référence aux territoires situés dans les frontières de la Cession mexicaine, les terres qui ont été « concédées » à l'Espagne en 1493 par le pape Alexandre VI dans la bulle Inter cætera, puis revendiquées par le Premier Empire mexicain en 1821 lorsque l'Espagne a signé le traité de Cordoue à l'issue de la guerre d'indépendance du Mexique, puis revendiqué comme « territoires » (par opposition aux « États », souvent appelés « provinces ») par la Constitution de 1824, et enfin cédé aux États-Unis en 1848 à la suite du traité de Guadalupe Hidalgo (bien qu'il comprenne également le Texas, qui avait auparavant proclamé son indépendance vis-à-vis du gouvernement de Mexico et était un territoire indépendant.)
L'engagement envers une idéologie nationaliste a permis aux militants chicanos de dépasser les différences qui menaçaient leur unité. Les Américains d'origine mexicaine présentaient des différences régionales, linguistiques, d'âge, de culture, de race et de sexe, qui étaient toutes englobées par un dévouement mutuel au Chicano Movement.

## Critiques
Certains petits groupes de nationalistes mexicains, au Mexique, qualifient le nationalisme chicano de forme de séparatisme, similaire à la république du Texas ou au séparatisme noir qui s'oppose à leur propre idée de Reconquista et d'unification du Mexique selon les frontières du traité d'Adams-Onís. L'identité chicano ne pouvant être composée que de personnes d'ascendance essentiellement ou entièrement indigène, les nationalistes mexicains estiment que l'idée d'Aztlan est source de division et condamnent les nationalistes chicano pour avoir tenté de créer une nouvelle identité pour la population mexicano-américaine, distincte de celle de la nation mexicaine qui comprend également des personnes d'ascendance européenne (principalement espagnole).